# هرناندية زيتونية
هرناندية زيتونية (الاسم العلمي:Hernandia olivacea) هي نوع من النباتات تتبع جنس الهرناندية من فصيلة الهرنانديات.